# Маркосян-Каспер, Гоар
Гоар Маркосян-Каспер (урождённая Гоар Маркосян; 14 июля 1949, Ереван — 10 сентября 2015, Барселона) — армянская писательница, писавшая на русском языке и жившая в Эстонии с 1991 года. По профессии — врач. Жена эстонского писателя Калле Каспера, переводчик его книг на русский язык. Жили в Таллинне. 
Писала со школьных лет стихи, в 1990 году издала сборник стихотворений «Недостроенный замок мой». Кандидат медицинских наук, автор нескольких научных трудов, опубликованных во всесоюзных журналах.
Публиковалась в санкт-петербургских журналах «Звезда» и «Нева», эстонских русскоязычных журналах «Радуге» и «Таллине», в «Дружбе народов», а также в «Литературной Армении».
Писала в основном про Армению, участвовала в общественной жизни. Её произведения переведенные на многие языки и оказалась интересны людям разных национальностей.
Одним из самых знаменитых произведений Маркосян-Каспер считается роман «Пенелопа». Этот роман был переведен на шесть языков (голландский, французский, немецкий, испанский, итальянский и армянский) и номинирован на «Русского Букера». Пьеса «Памятник» была поставлена армянским театром Парижа.
Гоар Маркосян-Каспер является лауреатом следующих премий:
- Эстонского фонда культуры за 2005 год (роман «Кариатиды»),
- Эстонского фонда культуры за 2012 год (роман «Memento mori»),
- Лауреат премии имени Юрия Долгорукова за 2007 год (роман «Пенелопа пускается в путь»).

Умерла от рака в городе Барселона. Памяти Гоар Маркосян-Каспер посвящен роман её мужа Калле Каспера «Чудо», написанный на русском языке и получивший премию российского литературного журнала «Звезда».
В марте 2018 года в Таллинне прошли Дни памяти Гоар Маркосян-Каспер, прозвучали её стихи, состоялась международная конференция.